# Jacob Frenkel
Jacob Ilich Frenkel (Rostov del Don, 10 de febrero de 1894-Leningrado, 23 de enero de 1952), conocido como  Jacob Frenkel, fue un físico teórico soviético conocido por su trabajo en el campo de la física de la materia condensada. Miembro correspondiente de la Academia de Ciencias de la URSS (1929).

## Biografía

### Primeros años
J. I. Frenkel nació en 1894 en una familia judía en Rostov del Don. Su padre fue Ilya Abramovich Frenkel (1864-1938), miembro de la organización revolucionaria Narodnaya Volya, pasó algún tiempo en el exilio interno en Siberia; su madre fue Rosalia Abramovna Batkina (1872-1944), sobrina del musicólogo soviético Yakov Abramovich Frenkel (1877, Taganrog - 1948, Moscú) y del médico David Abramovich Batkin (1876—?). 
Después de que en 1905 comenzara a acechar el peligro de los pogromos, la familia pasó algún tiempo en Suiza, donde Yakov Frenkel comenzó su educación.
En 1912, mientras aún estudiaba en el gimnasio Karl May de San Petersburgo, escribió su primera obra sobre el campo magnético terrestre y la electricidad atmosférica. Yakov Frenkel mostró este trabajo a Abram Fedorovich Ioffe, quien lo leyó y comentó. Su relación con Ioffe condujo más tarde a su amistad y cooperación con Frenkel.
Consideró mudarse a los Estados Unidos (que visitó en el verano de 1913, apoyado por el dinero que ganó con esfuerzo mediante tutorías), pero finalmente, ya en invierno, ingresó en la Universidad de San Petersburgo, momento en el que terminaron los planes de emigración. Se graduó tres años después y permaneció en la universidad para prepararse para una cátedra.

### Carrera científica temprana
Su primer artículo científico salió a la luz en 1917.
En 1920 se casó con una estudiante de diecinueve años de la Facultad de Biología, Sara Isaakovna Gordina (1901-1960). Con ella tendría dos hijos: Sergei y Victor, que también se convirtieron en doctores y profesores en ciencias físicas y matemáticas.
Desde 1921 hasta el final de su vida, Frenkel trabajó en el Instituto de Física y Tecnología de Leningrado. 
Frenkel fue un prolífico autor de libros de texto: desde 1922 publicó un libro de texto cada año y, de hecho, fue el primero en publicar un curso sobre física teórica en idioma ruso. Varias generaciones de físicos en la Unión Soviética y en el extranjero estudiaron con sus libros. 
Los primeros trabajos de Yakov Frenkel se centraron en la electrodinámica, la mecánica estadística y la relatividad, aunque pronto pasó a la teoría cuántica. Paul Ehrenfest , a quien conoció en una conferencia en Leningrado, lo animó a viajar al extranjero para realizar colaboraciones. En 1925-1926 Frenkel completó una pasantía de un año en Alemania con una beca de la Fundación Rockefeller. En aquella época estuvo fundamentalmente en Hamburgo y Gotinga, y se reunió con Albert Einstein en Berlín. Durante este período Schrödinger publicó sus artículos pioneros sobre la mecánica ondulatoria; el de Heisenberg había aparecido poco antes. Frenkel entró con entusiasmo en este campo a través de discusiones (descubriendo lo que ahora se llama la ecuación de Klein-Gordon simultáneamente con Oskar Klein), sin embargo su primer artículo científico sobre la electrodinámica de los metales se publicó más tarde, ya en 1927. 
En 1926, Jacob Frenkel empezó a destacar como experto en la física del estado sólido: desarrolló la teoría del movimiento de átomos e iones en cristales e introdujo la idea de un nuevo tipo de defectos de la red cristalina, denominados defectos de Frenkel en la literatura científica .Con este trabajo se anticipó a Paul Dirac y su nombre quedó firmemente establecido en la física de sólidos y líquidos. 
Fue profesor visitante de  la Universidad de Minnesota (EE. UU.) durante un corto período de tiempo alrededor de 1930. 
En 1927-1930 descubrió la razón de la existencia de dominios en los ferromagnéticos y trabajó en la teoría del ensanchamiento de resonancia y ensanchamiento por colisión de las líneas espectrales; También desarrolló una teoría de la resistencia eléctrica en el límite de dos metales entre un metal y un semiconductor.

### Consolidación como científico
En la década de 1930, sus investigaciones se complementaron con trabajos sobre la teoría de la deformación plástica . Su teoría, ahora conocida como modelo de Frenkel-Kontorova es importante en el estudio de las dislocaciones. Tatyana Kontorova era entonces candidata a doctorado y trabajaba con Frenkel.
En 1931 y 1936, publicó artículos en los que predijo la existencia de excitones en semiconductores, introdujo el término excitones y desarrolló una teoría para ello.
En 1934, Frenkel esbozó el formalismo del método de campo autoconsistente de configuración múltiple , posteriormente redescubierto y desarrollado por Douglas Hartree.
Contribuyó a la física de semiconductores y aislantes al proponer una teoría, que ahora se conoce comúnmente como efecto Poole-Frenkel , en 1938. Horace Hewitt Poole (1886-1962) informó resultados experimentales sobre la conducción en aisladores y encontró una relación empírica entre la conductividad y el campo eléctrico. Frenkel desarrolló posteriormente un modelo microscópico, similar al efecto Schottky, para explicar con mayor precisión los resultados de Poole. En este artículo publicado en EE. UU., Frenkel sólo mencionó muy brevemente una relación empírica como la ley de Poole. Frenkel citó el artículo de Poole cuando escribió un artículo más extenso en una revista soviética.

### Últimos años
Profesor del Departamento de Física del Instituto de Óptica y Mecánica de Precisión de Leningrado (LITMO) (1947-50). Es uno de los fundadores de la Facultad de Ingeniería y Física de LITMO.
Murió debido a la hipertensión y los problemas cardiacos que había desarrollado desde la década de 1940. Fue enterrado en San Petersburgo en el cementerio Bogoslovskoye (en el lugar del Instituto Politécnico). 
Su hijo, Victor Frenkel, escribió una biografía de su padre, Jacob Ilich Frenkel: Su obra, vida y cartas. Este libro, escrito originalmente en ruso, también ha sido traducido y publicado en inglés.

## Premios y reconocimientos
- Por sus logros científicos, en 1929 fue elegido miembro correspondiente de la Academia de Ciencias de la URSS. [3]
- Orden de la Bandera Roja del Trabajo (10/06/1945)
- Premio Stalin de primer grado (1947) - por investigaciones científicas sobre la teoría del estado líquido, resumidas en la monografía "Teoría cinética de los líquidos" (1945).
- En su honor llevan su nombre el defecto de Frenkel, el modelo de Frenkel-Kontorowa y el excitón de Frenkel.
- En el edificio del Instituto Fisicotécnico que lleva el nombre. A. F. Ioffe (calle Polytechnicheskaya, 26) en 1998 se instaló una placa conmemorativa (artista E. Kh. Nasibulin ) con el texto: “El destacado científico soviético Jacob Ilich Frenkel trabajó en este edificio de 1921 a 1952”.

## Imágenes

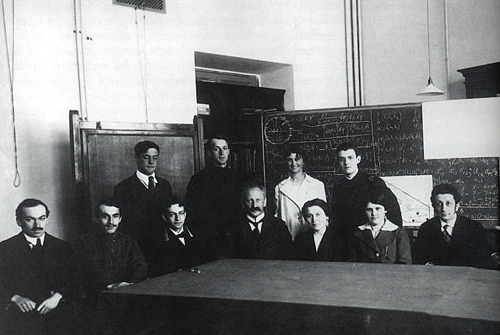
J. Frenkel entre los participantes del seminario A.F. Ioffe (extremo izquierdo). 1915.
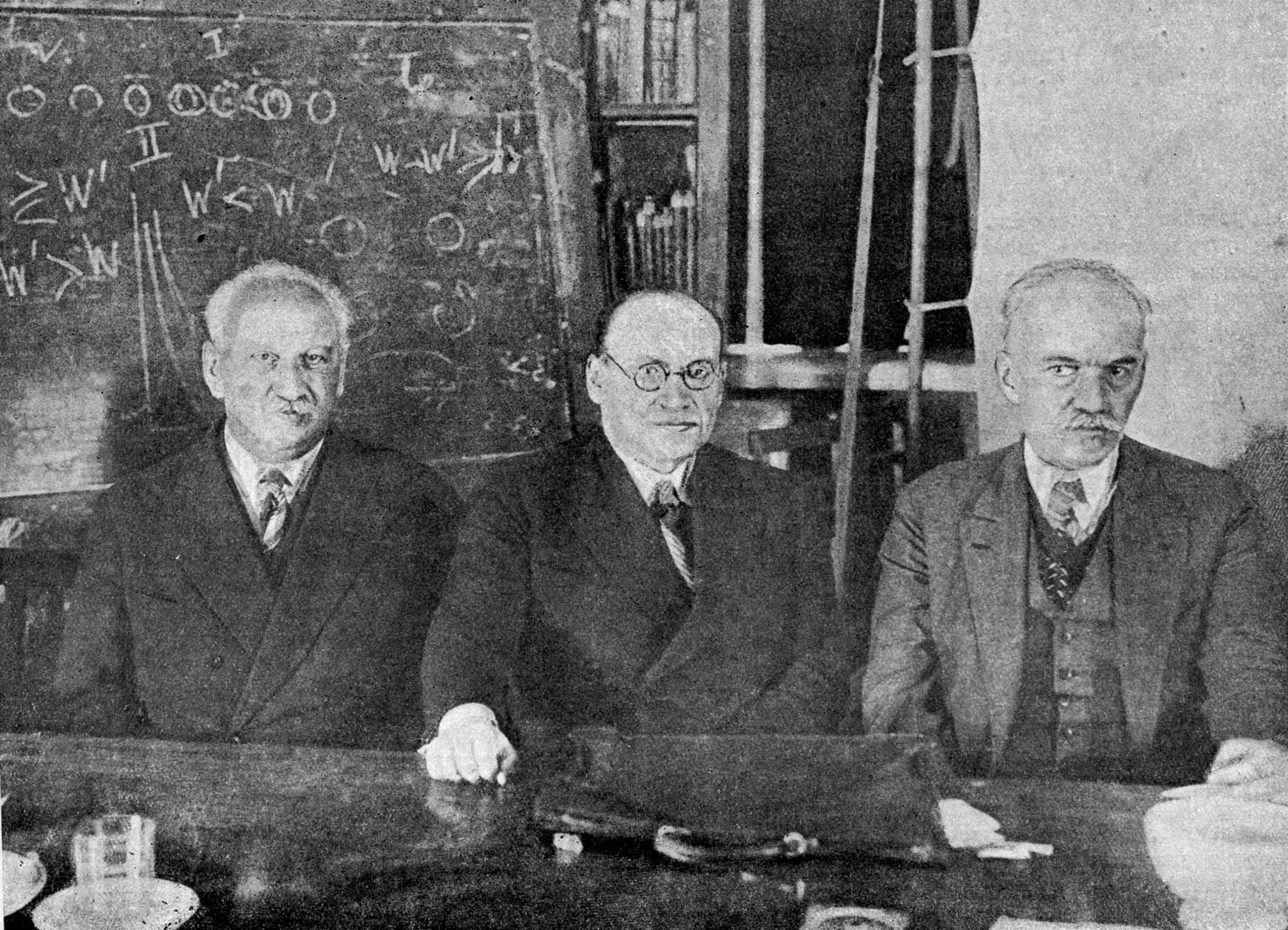
A.F. Ioffe, J.I. Frenkel y OG Goldman, Kiev, 1936.
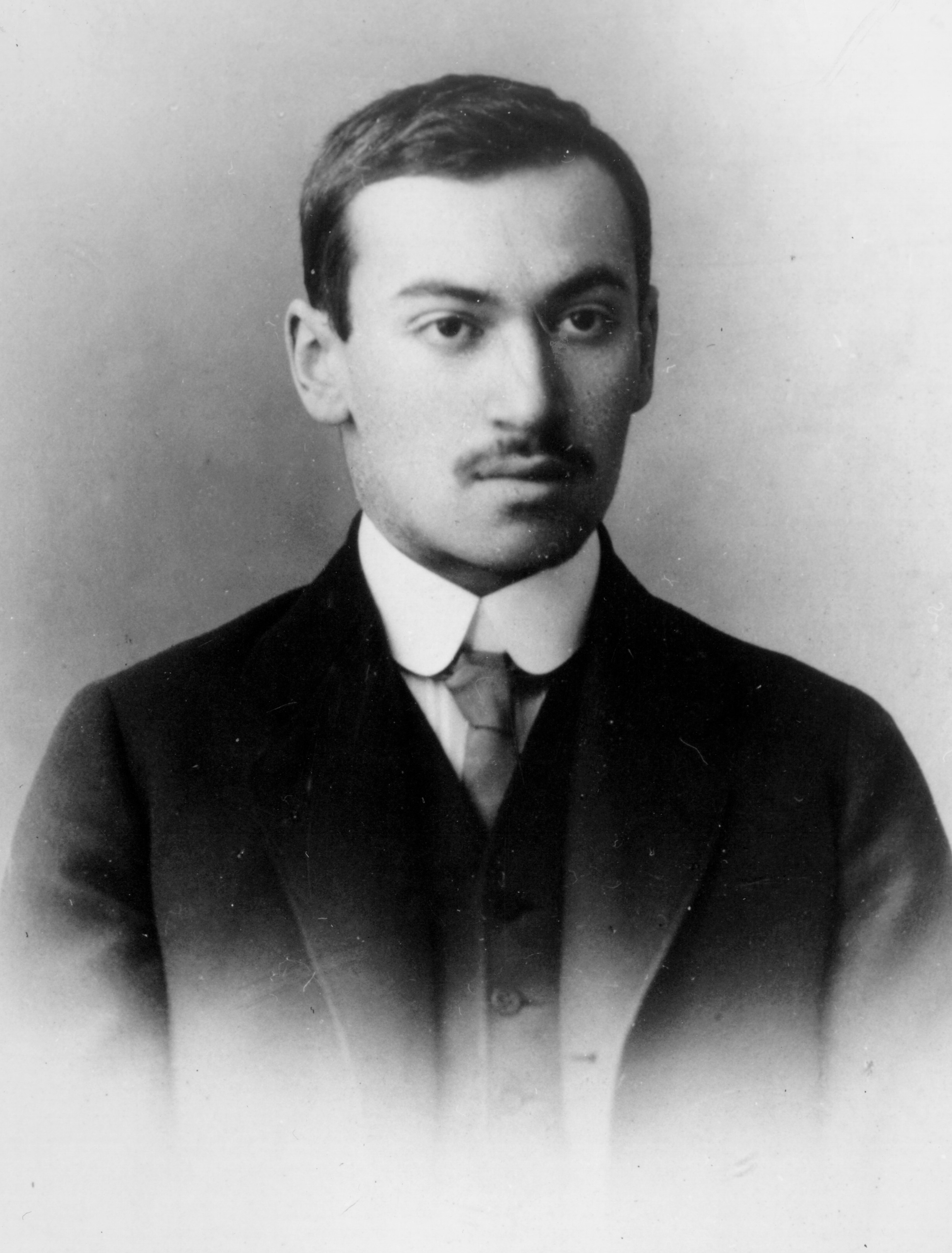
Jakob Frenkel, en su juventud.